# 古堅実吉
古堅 実吉（ふるけん さねよし、選挙ポスター等では「フルゲン実吉」と表記、1929年7月5日 - ）は、日本の政治家。日本共産党所属の元衆議院議員（3期）。沖縄県国頭村出身。

## 人物
- 1944年に沖縄師範学校予科に入学、戦争中は「鉄血勤皇隊」を経験した。
- 琉球大学中退を経て関西大学法学部卒業後、琉球政府下にて中央巡回裁判所書記官、弁護士、立法院議員、沖縄人民党書記長として活躍した。
- 沖縄返還後、沖縄県議会を経て、1990年の第39回衆議院議員総選挙で沖縄県全県区で初当選した。1993年に同じ選挙区で2期目の当選。1996年には小選挙区比例代表並立制下で、沖縄1区に出馬。県議会の後輩で新進党新人の白保台一に敗れ、比例復活で3期目の当選となった。2000年第42回衆議院議員総選挙には出馬せず、政界を引退した。
- 引退後、2002年1月から2002年4月まで「命（ぬち）かじり-回顧録-」で琉球新報に連載し、同年8月に琉球新報社にて刊行した。
- 選択的夫婦別姓制度の導入に賛同。
- 兄は国頭村議会議員を務めた古堅昇。昇の息子が現那覇市議会議員の古堅茂治[1]。

### 師範学校鉄血勤皇隊
OKINAWA 2015　少年兵の見た戦場　古堅実吉さんの証言（完全版）
戦火に焼かれた首里城

## 著書
- 命かじり―古堅実吉回想録、琉球新報社、2002年